# Roederiodes naggarense
Roederiodes naggarense är en tvåvingeart som beskrevs av Wagner, Leese och Arne Panesar 2004. Roederiodes naggarense ingår i släktet Roederiodes och familjen dansflugor. Inga underarter finns listade i Catalogue of Life.